# فرودگاه رایدینگ ماونتین
فرودگاه رایدینگ ماونتین (به انگلیسی: Riding Mountain Airport) یک فرودگاه خصوصی است که یک باند فرود چمن دارد و طول باند آن ۷۰۱ متر است. این فرودگاه در کشور کانادا قرار دارد و در ارتفاع ۳۱۰ متری از سطح دریا واقع شده است.